# 張景雲 (1940年)
張景雲（1940年1月11日—），筆名張塵因、張友荊、張遐舉、張乃菅、張黛、張啞侶、一沙、張里蠻、張光齋、蕪階先生、張天器、補壁先生，祖籍福建同安，马来西亚作家。1958年至1976年，工作經驗自陳有臨時教員、獨中文員、家庭教師、灰料工人、小園主助理、夜總會樂隊經理、畫廊經理、鬻文匠。七〇年代初與何啓良、黃學海、沙禽創辦人間詩社。著有《言筌集》。張氏於人文圈擁有極高地位。

## 生平
1940年生於緬甸丹荖。父親張得勝經營土產生意，開辦四福公司。
二戰後，1946年張景雲和姐姐南下抵檳，後就讀檳榔嶼菩提學校。惜父親生意失敗，經濟拮据，在陳少英校長安排下，遷居他人簷下，最終才由遠房叔叔領養。青草巷官立師範初中畢業，未能直升高師，轉而到韓江中學就讀。韓江八月，黃尊生博士告知學籍被英國殖民地政府敎育局開除。輟學後曾赴吉打當臨時教員，1958年接到吊銷執照公函，5月決定南下新加坡謀生。張氏文藝啓蒙始自姚紫主編《文藝報》，從此接觸本土文學，不再局限中國、印度、歐美文學。新加坡兩年就業，嘗試翻譯歐法、德國、義大利、拉丁美洲、蘇聯、印度詩作，無署名發表於《大學論壇》〈文化生活〉副刊。離開新加坡，張氏回到檳城於尚德中學執教，勤於繪畫，並獲紐約Art Students League美術學院錄取，惜申請簽證不果，原因是「共產黨同情者」。雖此，張氏依舊發表英文畫評，曾任畫廊經理。
1965年，返新加坡討生活，並至中醫學校就讀三年。此時從英文書籍參研釋道諸家、印度教等東方思想。
1976年赴吉隆坡定居，開始新聞工作。原《南洋商報》國內新聞組編輯，後調任副刊組。八年後任主筆。九〇年代在《南洋商報》首開「星期論壇」、「景雲沙龍」，探討本地人文課題，評論國內外政經時事，親自撰文，提拔黃進發，引起熱潮，各報競相模仿。
2000年親歷《南洋商報》遭受馬來西亞華人公會、《星洲日報》聯手收購，離開《南洋》。
2001年任華社研究中心研究員兼《人文雜誌》主編。
2005年出任《東方日報》總主筆，開創「名家」「東方文薈」「江渚常談」，擴展言論自由空間。
2007年《東方日報》取消社論，張氏請辭抗議。
2010年獲星雲新聞真善美新聞傳播獎。
除了《南洋》《東方》，張景雲也曾是《新通報》總主筆。

## 作品
- 《言荃集》，吉隆坡：人間出版社，1977年。
- 編《馬來西亞建國三十五年華裔美術史料》，吉隆坡：雪蘭莪中華大會堂，1994年。
- 《雲無心，水長東》，吉隆坡：燧人氏，2001年。
- 《見素小品》，吉隆坡：燧人氏，2001年。
- 編《當代馬華文存》，吉隆坡：馬來西亞華人文化協會，2001年。
- 《犬耳零箋》，吉隆坡：燧人氏，2014年。
- 編《威北華文藝創作集》，吉隆坡：有人，2016年。[3]
- 《反芻煙霞》，吉隆坡：陳志英張元玲教育基金，2020年。
- 《炎方叢脞：東南亞歷史隨筆》，吉隆坡：魚弓書社，2021年。

## 重要講演
- 「《南洋文藝》之死：媒體生態與馬華文學」，對談人：賀淑芳，主辦：Amateur 業餘者，地點：Rumah Attap Library & Collective 亞答屋84號圖書館，2018年1月5日，晚上八時 。[4]